# Hrabová Roztoka, Snina
Hrabová Roztoka este o comună slovacă, aflată în districtul Snina din regiunea Prešov. Localitatea se află la altitudinea de 410 m deasupra n.m., se întinde pe o suprafață de 7,45 km2 și în 2017 număra 62 de locuitori. Se învecinează cu Šmigovec, Snina, Dúbrava, Snina, Ruský Hrabovec, Ruská Bystrá, Vyšná Rybnica și Strihovce, Snina.

## Istoric
Localitatea Hrabová Roztoka este atestată documentar din 1568.

## Demografie
| An:                | 1994 | 2004    | 2014   | 2024    |
| ------------------ | ---- | ------- | ------ | ------- |
| Număr de persoane: | 90   | 68      | 63     | 52      |
| Diferență:         |      | −24,44% | −7,35% | −17,46% |

| An:                | 2023 | 2024 |
| ------------------ | ---- | ---- |
| Număr de persoane: | 50   | 52   |
| Diferență:         |      | +4%  |